# سان سلفادور دي خوخوي (مدينة)
سان سلفادور دي خوخوي (بالإسبانية: San Salvador de Jujuy) هي منطقة سكنية تقع في الأرجنتين في خوخوي (محافظة). يقدر عدد سكانها بـ 237,751 نسمة ومساحتها 19 كم2 وترتفع عن سطح البحر 1,259 متر.

## المناخ
يظهر الجدول التالي التغييرات المناخية على مدار السنة لسان سلفادور دي خوخوي:
| البيانات المناخية لـسان سلفادور دي خوخوي   | البيانات المناخية لـسان سلفادور دي خوخوي | البيانات المناخية لـسان سلفادور دي خوخوي | البيانات المناخية لـسان سلفادور دي خوخوي | البيانات المناخية لـسان سلفادور دي خوخوي | البيانات المناخية لـسان سلفادور دي خوخوي | البيانات المناخية لـسان سلفادور دي خوخوي | البيانات المناخية لـسان سلفادور دي خوخوي | البيانات المناخية لـسان سلفادور دي خوخوي | البيانات المناخية لـسان سلفادور دي خوخوي | البيانات المناخية لـسان سلفادور دي خوخوي | البيانات المناخية لـسان سلفادور دي خوخوي | البيانات المناخية لـسان سلفادور دي خوخوي | البيانات المناخية لـسان سلفادور دي خوخوي |
| الشهر                                      | يناير                                    | فبراير                                   | مارس                                     | أبريل                                    | مايو                                     | يونيو                                    | يوليو                                    | أغسطس                                    | سبتمبر                                   | أكتوبر                                   | نوفمبر                                   | ديسمبر                                   | المعدل السنوي                            |
| ------------------------------------------ | ---------------------------------------- | ---------------------------------------- | ---------------------------------------- | ---------------------------------------- | ---------------------------------------- | ---------------------------------------- | ---------------------------------------- | ---------------------------------------- | ---------------------------------------- | ---------------------------------------- | ---------------------------------------- | ---------------------------------------- | ---------------------------------------- |
| الدرجة القصوى °م (°ف)                      | 40.2 (104.4)                             | 38.4 (101.1)                             | 39.8 (103.6)                             | 34.5 (94.1)                              | 33.9 (93.0)                              | 34.1 (93.4)                              | 39.9 (103.8)                             | 38.0 (100.4)                             | 41.3 (106.3)                             | 42.4 (108.3)                             | 41.7 (107.1)                             | 42.0 (107.6)                             | 42.4 (108.3)                             |
| متوسط درجة الحرارة الكبرى °م (°ف)          | 30.0 (86.0)                              | 28.8 (83.8)                              | 27.2 (81.0)                              | 24.0 (75.2)                              | 21.3 (70.3)                              | 19.7 (67.5)                              | 20.3 (68.5)                              | 23.3 (73.9)                              | 25.7 (78.3)                              | 29.0 (84.2)                              | 29.9 (85.8)                              | 30.5 (86.9)                              | 25.8 (78.4)                              |
| المتوسط اليومي °م (°ف)                     | 23.6 (74.5)                              | 22.5 (72.5)                              | 21.4 (70.5)                              | 18.3 (64.9)                              | 14.8 (58.6)                              | 12.2 (54.0)                              | 11.9 (53.4)                              | 15.0 (59.0)                              | 17.8 (64.0)                              | 21.7 (71.1)                              | 23.0 (73.4)                              | 23.8 (74.8)                              | 18.8 (65.8)                              |
| متوسط درجة الحرارة الصغرى °م (°ف)          | 18.3 (64.9)                              | 17.5 (63.5)                              | 17.1 (62.8)                              | 14.0 (57.2)                              | 10.0 (50.0)                              | 6.8 (44.2)                               | 5.8 (42.4)                               | 8.2 (46.8)                               | 10.6 (51.1)                              | 14.8 (58.6)                              | 16.7 (62.1)                              | 18.0 (64.4)                              | 13.2 (55.8)                              |
| أدنى درجة حرارة °م (°ف)                    | 9.4 (48.9)                               | 7.5 (45.5)                               | 7.7 (45.9)                               | 1.5 (34.7)                               | −1.9 (28.6)                              | −6.0 (21.2)                              | −6.0 (21.2)                              | −6.9 (19.6)                              | −1.8 (28.8)                              | 1.8 (35.2)                               | 4.2 (39.6)                               | 8.5 (47.3)                               | −6.9 (19.6)                              |
| الهطول مم (إنش)                            | 153.2 (6.03)                             | 152.9 (6.02)                             | 138.9 (5.47)                             | 49.4 (1.94)                              | 11.6 (0.46)                              | 2.8 (0.11)                               | 3.4 (0.13)                               | 3.1 (0.12)                               | 5.4 (0.21)                               | 28.1 (1.11)                              | 61.1 (2.41)                              | 130.4 (5.13)                             | 740.3 (29.15)                            |
| متوسط أيام هطول الأمطار (≥ 0.1 mm)         | 13.4                                     | 12.5                                     | 14.1                                     | 8.7                                      | 3.9                                      | 2.0                                      | 2.3                                      | 1.6                                      | 1.9                                      | 4.8                                      | 7.8                                      | 11.6                                     | 84.6                                     |
| متوسط الرطوبة النسبية (%)                  | 74.4                                     | 77.7                                     | 82.0                                     | 82.4                                     | 79.7                                     | 76.7                                     | 68.0                                     | 58.7                                     | 52.3                                     | 56.0                                     | 62.0                                     | 68.8                                     | 69.9                                     |
| ساعات سطوع الشمس الشهرية                   | 229.4                                    | 194.9                                    | 176.7                                    | 171.0                                    | 195.3                                    | 150.0                                    | 207.7                                    | 217.0                                    | 204.0                                    | 204.6                                    | 207.0                                    | 229.4                                    | 2٬387                                    |
| نسبة وصول أشعة الشمس                       | 55                                       | 53                                       | 46                                       | 49                                       | 57                                       | 47                                       | 62                                       | 62                                       | 57                                       | 52                                       | 51                                       | 54                                       | 54                                       |
| المصدر #1: Servicio Meteorológico Nacional |                                          |                                          |                                          |                                          |                                          |                                          |                                          |                                          |                                          |                                          |                                          |                                          |                                          |
| المصدر #2: UNLP (sun only)                 |                                          |                                          |                                          |                                          |                                          |                                          |                                          |                                          |                                          |                                          |                                          |                                          |                                          |

## توأمة
لسان سلفادور دي خوخوي (مدينة) اتفاقيات توأمة مع كل من:
- تاريخا، بوليفيا
- كالاما

## معرض صور

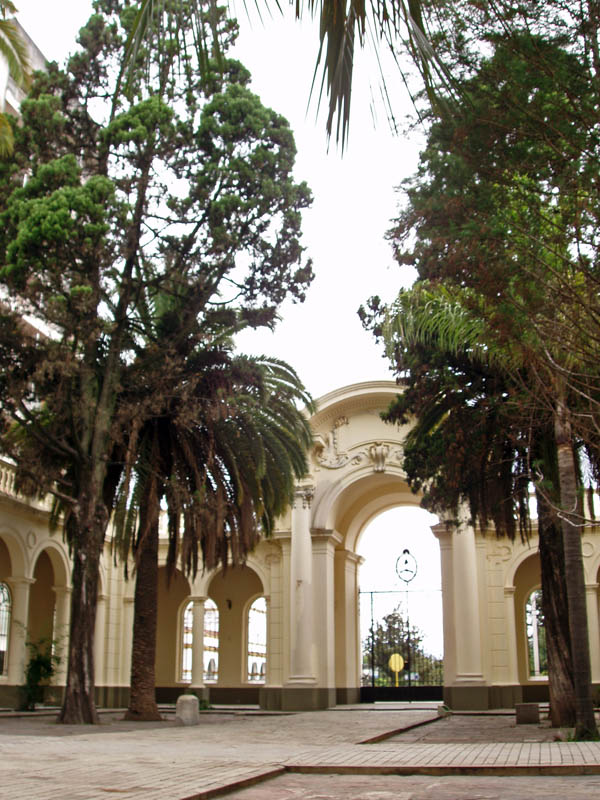
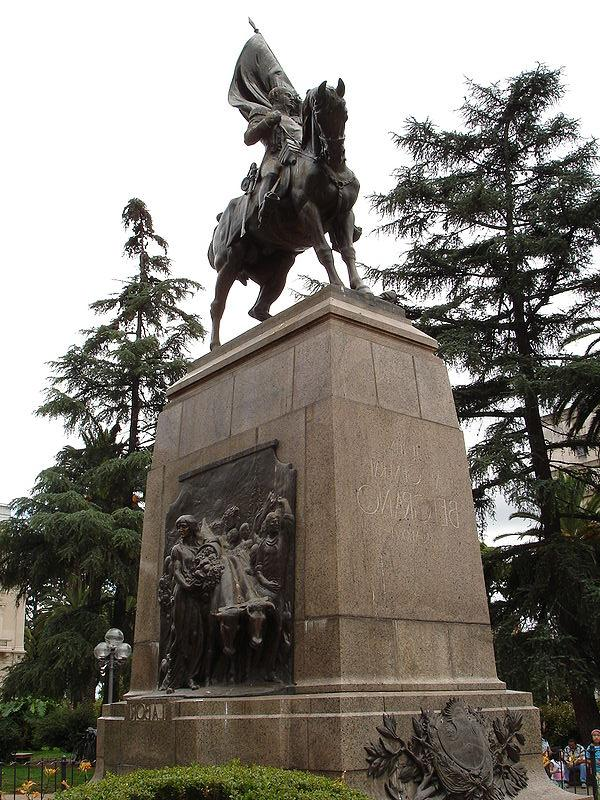
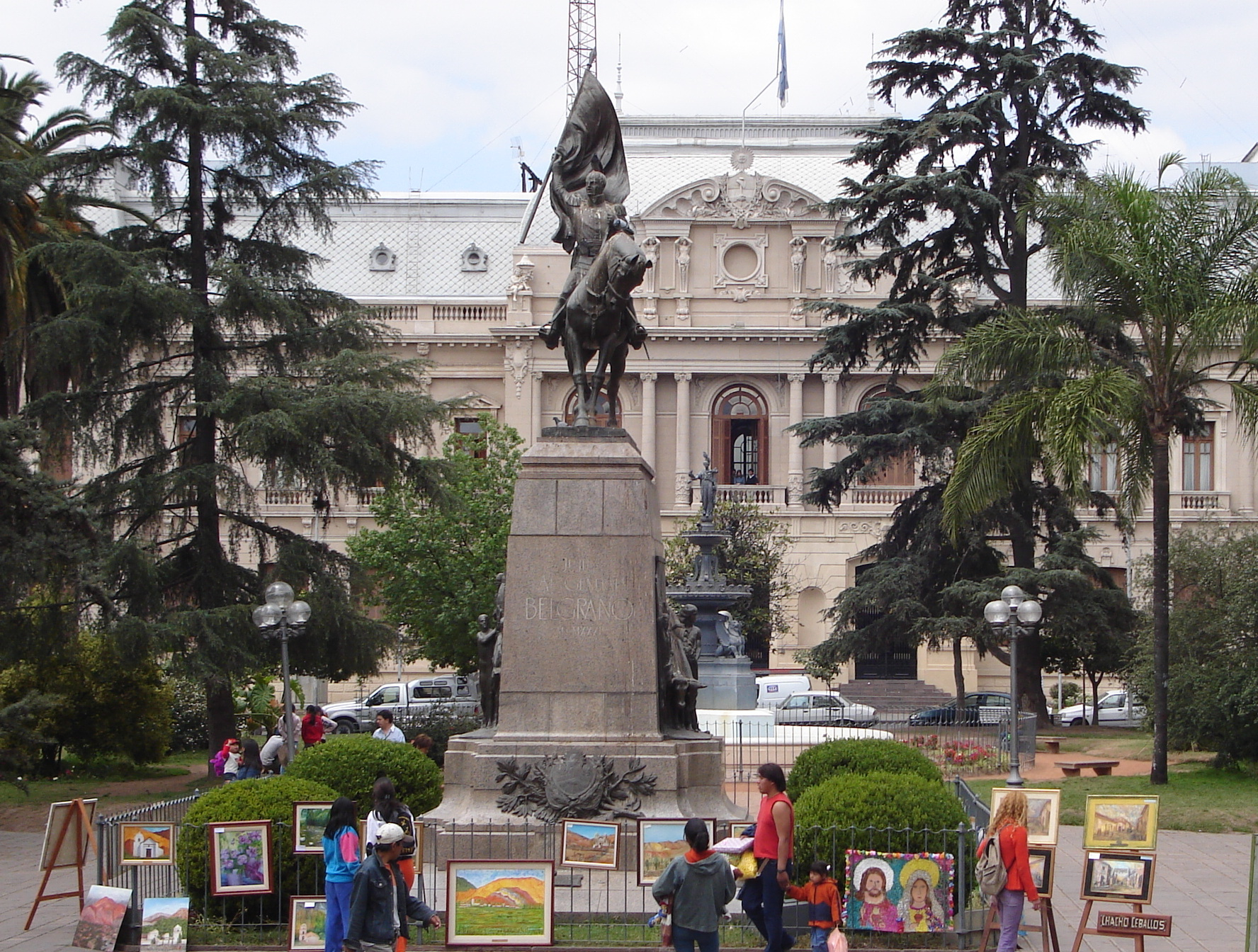
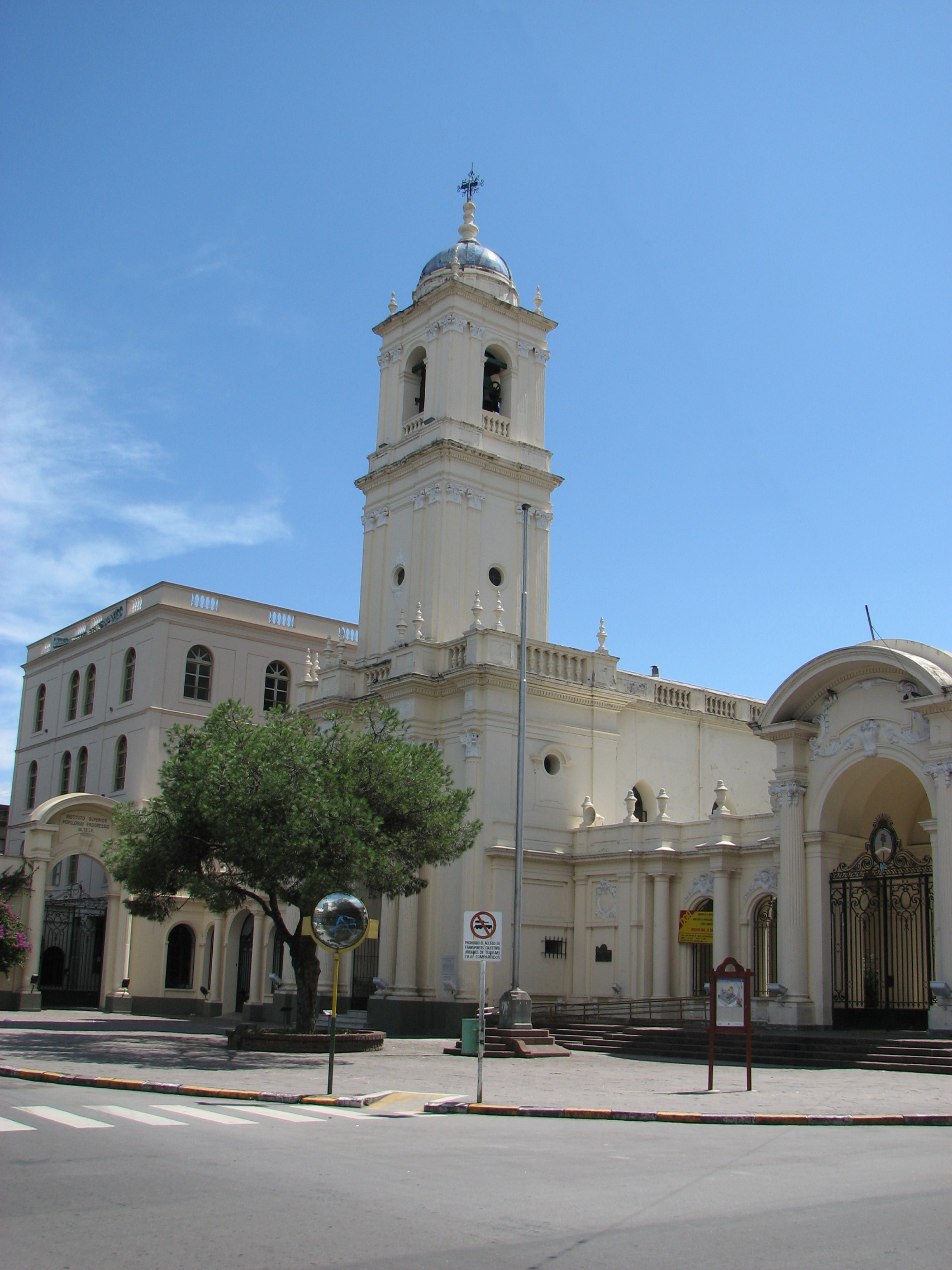

## أعلام
- كارلوس ألبرتو ميغيل رودريغيز
- دانيال خواريز
- ريكاردو فيلار
- فيديريكو كورتيس
- كارلوس أنخيل لوبيز
- خوسيه دانييل فالنسيا
- هيكتور تيزون
- خوان لافال